# Léon Tom
Léon Tom fue un deportista belga que compitió en esgrima, especialista en las modalidades de espada y sable.
Participó en cuatro Juegos Olímpicos de Verano entre los años 1912 y 1928, obteniendo dos medallas, plata en Amberes 1920 y plata en París 1924. Ganó tres medallas en el Campeonato Mundial de Esgrima entre los años 1922 y 1930.

## Palmarés internacional
| Juegos Olímpicos   | Juegos Olímpicos  | Juegos Olímpicos  | Juegos Olímpicos   |
| Año                | Lugar             | Medalla           | Prueba             |
| ------------------ | ----------------- | ----------------- | ------------------ |
| 1920               | Amberes (Bélgica) | Medalla de plata  | Espada por equipos |
| 1924               | París (Francia)   | Medalla de plata  | Espada por equipos |
| Campeonato Mundial |                   |                   |                    |
| Año                | Lugar             | Medalla           | Prueba             |
| 1922               | Ostende (Bélgica) | Medalla de bronce | Sable individual   |
| 1926               | Ostende (Bélgica) | Medalla de bronce | Espada individual  |
| 1930               | Lieja (Bélgica)   | Medalla de oro    | Espada por equipos |